# Linshui Furen
Linshui Furen is een vruchtbaarheidsgodin in het religieus taoïsme. Men zegt dat deze godin zonen kan schenken aan vrouwen die erom vragen. Het krijgen van een zoon was vroeger in de Chinese cultuur zeer belangrijk. Het zorgde voor nageslacht en het gebruik van wierook branden voor de voorouders kon dan worden voortgezet. Het bidden bij vele vruchtbaarheidsgoden en godinnen was in de Chinese religie zeer gebruikelijk voor mensen die een zoon wilden hebben. Linshui Furen is ongeveer gelijk aan de Chinese godin Zhinü en dezelfde patronage als Songzi Niangniang.

## Religieuze zwaartegebieden
De verering van Linshui Furen komt vooral voor in de Chinese provincies Fujian, Taiwan, Zhejiang en Jiangsu. Buiten China komt de verering vaak voor bij Chinese gezinnen in Zuidoost-Azië.

## Vergoddelijking
Linshui Furen is de vergoddelijking van de vrouw die leefde tussen 767 en 792 met de naam Chen Jinggu (陳靖姑) of Chen Jingu (陳進姑). Men zegt dat zij leefde in Ningde, Gutian. Anderen zeggen weer Fuzhou, Xiadu. Het verhaal zegt dat deze mevrouw samen met twee andere vrouwen taoïsme ging bestuderen en zo de tao hadden kunnen vinden, waardoor zij godinnen werden. Ze werden goddinnen van de vruchtbaarheid.
Linshui Furen kon tijdens haar leven boze demonen vangen. Ze stierf op 24-jarige leeftijd om regen te laten komen in de grote droogte in de regio.

## Tempels
Er zijn vele tempels gewijd aan deze godin. Op het eiland Taiwan zijn er meer dan honderddertig tempels van haar te vinden.